# Franchot Tone
Franchot Tone (Niagara Falls, New York, 1905. február 27. – New York, 1968. szeptember 18.) amerikai színész.

## Élete

### Származása, ifjúkora
1905. február 27-én született a New York állambeli Niagara Fallsban a Karborundum Társaság elnökének, Dr. Frank Jerome Tone legfiatalabb fiaként. Édesanyja Gertrude Van Vrancken Franchot szintén előkelő társasági körökben mozgott. Tone ír, angol, francia kanadai és baszk felmenőkkel rendelkezett.
A jó hírű Cornell Egyetemen végezte a tanulmányait, ahol a drámakör elnöki tisztségét is betöltötte. Szintén tagja volt az Alpha Delta Phi testvériségnek. A családi vállalkozás nem kifejezetten érdekelte, helyette a színészi pályát választotta. A diploma megszerzése után Greenwich Villagebe költözött, és 1929-ben megkapta az első jelentősebb Broadway szerepét Katharine Cornell Az ártatlanság kora című produkciójában.

### Színészi pályája

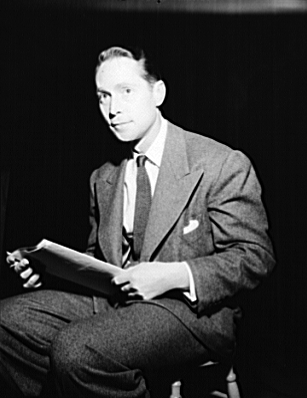
Tone 1942-ben

A következő években a Theatre Guild színtársulathoz csatlakozott. Később az egyik alapítója lett a New York-i Group Theatrenek Lee Strasberg, Harold Clurman, Cheryl Crawford, Stella Adler, Clifford Odets, Elia Kazan és még mások mellett. Ezek az évek eseménydúsan teltek el életében, 1931-ben és 1932-ben több színdarabban is fellépett. Habár szintén '32-ben ő volt az első a Group Theatreből, aki hátat fordított a színháznak és Hollywoodba ment, amikor a Metro-Goldwyn-Mayer szerződést kínált neki. Harold Clurman úgy emlékezett vissza róla, hogy Tone volt a legkonfrontatívabb és egocentrikusabb személy Group Threatre kezdeti éveiben. Ennek ellenére mindig is azon a hiten volt, hogy a mozi nem érhet a színház közelébe, és hosszú évekig vágyódott a színpadon töltött évei után. Többször küldött anyagi támogatást is a Group Theatre számára, melynek gyakran szüksége volt rá. Végül a '40-es évek után időről időre visszatért a színpadra.
A filmvásznon 1932-ben debütált a The Wiser Sex című komédiában. Híressé 1933-ban vált, amikor hét filmben is játszott, köztük a William Faulkner forgatókönyvéből készült Ma élünkben, a Szexbombában Jean Harlow oldalán - akivel összesen három filmben szerepelt - és a kasszasiker A táncoló hölgyben, melyben partnere az akkori felesége Joan Crawford és Clark Gable volt. Egyik legnagyobb sikerét 1935-ben érte el, amikor Oscar-díjra jelölték legjobb férfi főszereplő kategóriában a Frank Lloyd által rendezett Lázadás a Bountynban.
Az 1940-es években folyamatosan filmezett. Gyakran játszott második főszerepet vagy olyan szerelmi ihletésű filmekben, ahol a történet a főszereplő nőre fókuszál. Többször játszott playboyt, aki a gazdag, az élvezeteknek élő felsőosztálybeli körökben mozgott, bár nem ilyen jellegű figurákat alakított Billy Wilder második világháborús kalandfilmjében az Öt lépés Kairó felében (1943) vagy A rejtélyes asszony című film noirban.
Az 1950-es években főleg New York-i készítésű tv-sorozatokban szerepelt, de a Broadwayre is visszatért. 1957-ben Anton Csehov művéből adaptált Ványa bácsi című filmben nyújtott kiemelkedő alakítást, melynek a producere és rendezője is volt egyben. A '60-as években visszatért Hollywoodba. Nagy elismerést váltott ki Otto Preminger Advise and Consent című drámájában, melyben egy haldokló karizmatikus elnököt formált meg. Utolsó filmje az 1968-as Nobody Runs Forever volt.

### Magánélete
Első felesége Joan Crawford volt. 1935–1939. között éltek házasságban, összesen hét filmben szerepeltek együtt.
1951-ben Tone kapcsolata a színésznő Barbara Paytonnal a figyelem középpontjába került, amikor számos komoly sérülést szerzett és 18 órára kómába került egy verekedést követően a szintén színész Tom Neallel, aki egyben Tone szerelmi riválisa volt. Egy plasztikai beavatkozás majdnem teljesen rendbehozta törött orrát és állkapcsát, majd később összeházasodott Paytonnal. A házasság viszont csak 53 napig tartott miután terhelő fényképek bizonyították, hogy Payton továbbra is folytatta kapcsolatát Neallel.
Tone-nak volt még további két házassága. Az Jean Wallace egykori modell, majd színésznő 1941–1948 között volt a felesége. Dolores Dornhoz pedig 1956–1959 között fűzte házastársi viszony.

### Halála

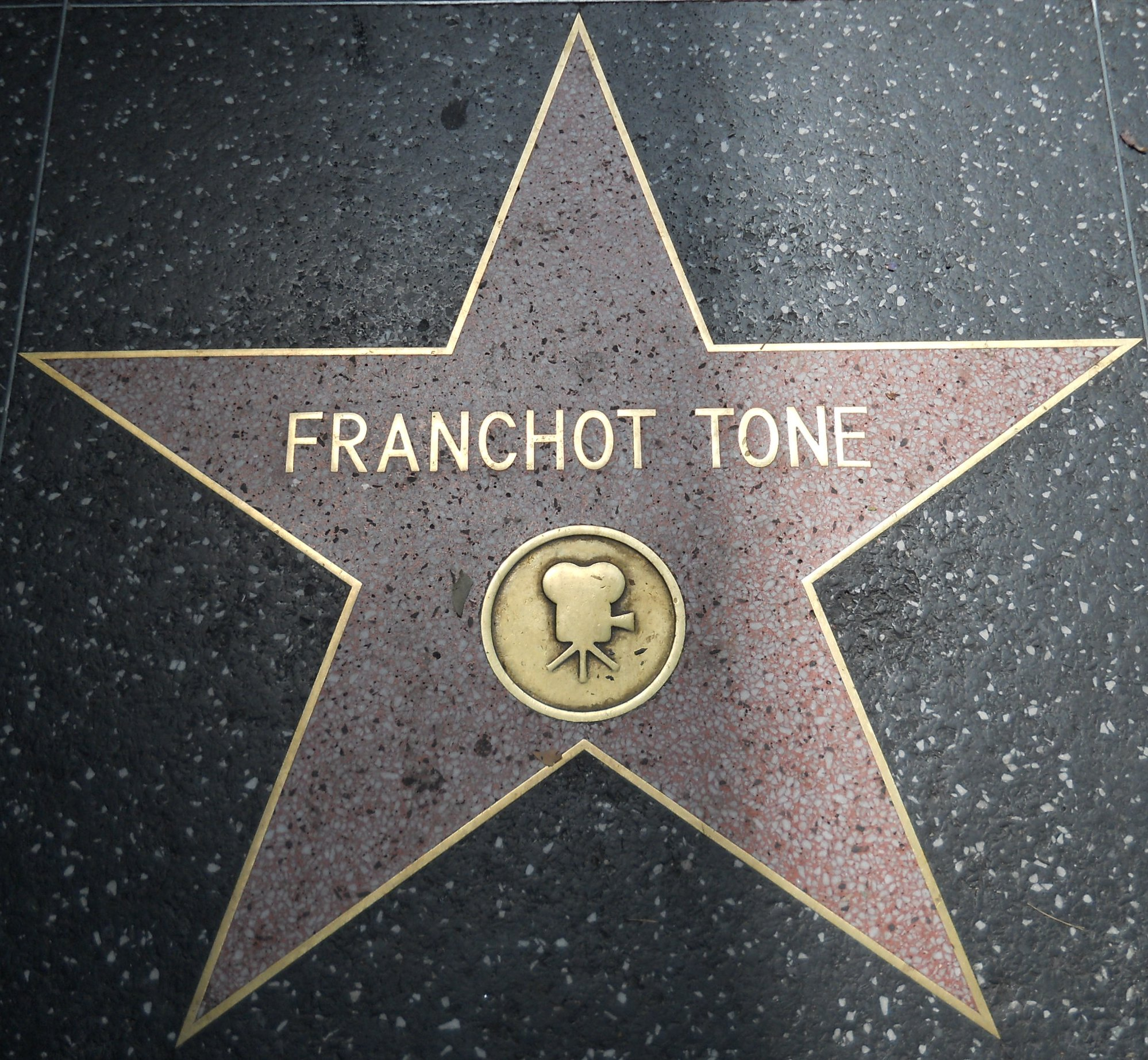
Tone csillagja Hollywood Walk of Fame-en

1968. szeptember 18-án hunyt el tüdőrákban 63 éves korában New Yorkban. Földi maradványait elhamvasztották és hamvait szétszórták.
A filmiparban elért helyének köszönhetően csillagot kapott a Hollywood Walk of Fame-en.

## Fontosabb filmjei
- 1965: Mickey, az ász (Mickey One) - Rudy Lopp
- 1965: A baj útban (In Harm's Way) - Kimmel admirális
- 1957: Ványa bácsi (Uncle Vanya) - Dr. Astroff
- 1949: Férfi az Eiffel tornyon (The Man on the Eiffel Tower) - Johann Radek
- 1944: Sötét vizeken (Dark Waters) - Dr. George Grover
- 1944: A rejtélyes asszony (Phantom Lady) - Jack Marlow
- 1943: Öt lépés Kairó felé (Five Graves to Cairo) - John J. Bramble
- 1938: Három bajtárs (Three Comrades) - Otto Koster
- 1937: Az ismeretlen lány (The Bride Wore Red) - Giulio
- 1937: Quality Street - Dr. Valentine Brown
- 1936: Suzy - Terry
- 1935: Veszélyes (Dangerous) - Don Bellows
- 1935: Lázadás a Bountyn (Mutiny on the Bounty) - Roger Byam
- 1935: A hindu lándzsás (The Lives of a Bengal Lancer') - Forsythe hadnagy
- 1934: A Missouri-beli lány (The Girl from Missouri) - T. R. Paige Jr.
- 1934: Moulin Rouge - Douglas Hall
- 1933: A táncoló hölgy (Dancing Lady) - Tod Newton
- 1933: Ma élünk (Today We Live) - Ronnie
- 1933: Szexbomba (Bombshell) - Gifford Middleton

## További információ
- Franchot Tone a PORT.hu-n (magyarul)
- Franchot Tone az Internetes Szinkronadatbázisban (magyarul)
- Franchot Tone az Internet Movie Database-ben (angolul)
- Franchot Tone a Rotten Tomatoeson (angolul)

## Fordítás
- Ez a szócikk részben vagy egészben  a   Franchot_Tone című angol Wikipédia-szócikk fordításán alapul.  Az eredeti cikk szerkesztőit annak laptörténete sorolja fel. Ez a jelzés csupán a megfogalmazás eredetét és a szerzői jogokat jelzi, nem szolgál a cikkben szereplő információk forrásmegjelöléseként.